# مقاطعة لين (آيوا)
مقاطعة لين (بالإنجليزية: Linn County)‏ هي إحدى مقاطعات ولاية آيوا في الولايات المتحدة الأمريكية.

## أعلام
- ديك كلارك